# 岡山恭崇
岡山 恭崇
（おかやま やすたか、1954年11月29日 - ）は、熊本県出身の元バスケットボール選手。現役時代のポジションはセンター。
日本人で初めてNBAドラフトで指名を受けた選手である。

## 人物
九州学院高校卒業。大阪商業大学進学と同時にバスケットボールを始めた。中学高校時代は柔道選手（二段取得）であり、柔道選手としていくつか大学から勧誘もあったが、大商大バスケットボール部監督の人柄に引かれて転向を決意した。1979年、住友金属工業に入社し、籠球団に所属。同年、日本リーグのリバウンド王、新人王を獲得。身長は歴代日本人選手最長の230cm、体重158kgだった。2019年現在、存命中の日本人としては最長身。
現役時代に周囲よりつけられたあだ名は、その容姿の逆をあえて言った『チビ』であった。ちなみに、家族は父親が172cm、母親が158cm、妹が162cmと普通サイズである。

### 来歴
身長230cm（7フィート7インチ）（227cmと表記されていることもあった。）の長身を生かしたプレーが魅力で、得点王や敢闘賞などの個人タイトルも数多く獲得。一方で全日本の中心選手として1979年から8年間に渡り活躍した。1981年のNBAドラフトでは、ゴールデンステート・ウォリアーズからドラフト8巡の10番目で指名を受けた。NBAのドラフト指名は日本人初。しかし、主力選手を失うことになる住友金属が移籍に難色を示したことや、岡山本人もオリンピック出場を希望していたこともあり（当時NBA選手のオリンピック出場は禁止されていた）交渉は進まず、プレーすることはなかった。
1990年に現役を引退し、アメリカでのコーチ研修を経て1993年から1995年まで住友金属アシスタントコーチ。1996年から1999年まで母校である大阪商業大学アシスタントコーチを務めた。
現在は2010年4月から関根床用鋼板株式会社の社業と並行し、テレビ番組出演などでバスケットボールの普及活動に当たっている。

## 著書
- 岡山恭崇の楽しいバスケットボール（小峰書店、1989年）ISBN 9784338085045